# Stolzia rubromaculata
Stolzia rubromaculata är en insektsart som beskrevs av Willemse, C. 1930. Stolzia rubromaculata ingår i släktet Stolzia och familjen gräshoppor. Inga underarter finns listade i Catalogue of Life.